# 大智路 (台中市海線)
大智路（台中市海線）是臺中市海線地區的道路之一，行經沙鹿、梧棲二區，呈相東—西向，共分二段。西起梧棲區臨港路四段，東抵沙鹿區民族路，全長約3.4公里。

## 行經行政區域
- 沙鹿區
- 梧棲區

## 車道配置
- 中華路以東：雙向四車道，設置中央綠化安全島。
- 中華路－梧棲區中正路：雙向六車道，設置中央綠化安全島。
- 梧棲區中正路以西：雙向四車道，設置中央綠化安全島及雙向機車道。

## 本道路客運
| 編號 | 業者                       | 路線                           | 行駛區間           |
| ---- | -------------------------- | ------------------------------ | ------------------ |
| 128  | 台中客運                   | 大雅－清水                     | 梧北路－四維路     |
| 170  | 豐原客運                   | 大甲體育場－梧棲               | 梧北路－臨港路四段 |
| 183  | 豐原客運                   | 豐原－臺中港郵局（經新庄）     | 四維路－臨港路四段 |
| 186  | 豐原客運                   | 豐原－臺中港郵局（經東山）     | 四維路－臨港路四段 |
| 238  | 豐原客運                   | 豐原－臺中港郵局（經沙鹿）     | 梧北路－四維路     |
| 239  | 豐原客運                   | 豐原－臺中港郵局               | 梧北路－臨港路四段 |
| 306  | 巨業交通                   | 臺中車站－清水                 | 梧北路－四維路     |
| 307  | 台中客運                   | 新民高中－梧棲漁港             | 文化路－臨港路四段 |
| 308  | 統聯客運                   | 新民高中－關連工業區           | 梧北路－中橫四路   |
| 310  | 台中客運 統聯客運 巨業交通 | 臺中車站－臺中港旅客服務中心   | 民和路－中橫四路   |
| 616  | 東南客運                   | 臺中港郵局－國立苑裡高中       | 文化路－八德路     |
| 617  | 中鹿客運                   | 臺中港旅客服務中心－仁友停車場 | 文化路－中橫四路   |

## 沿線設施
（由東至西）
一段
民族路
中華路二段
民和路
民安路
- 梧棲運動公園

中正路
中央路二段
西部濱海快速公路
二段
- 進方大飯店
- 台灣銀行台中港分行
- 台灣電力公司梧棲服務所
- 國都大飯店
- 台中港酒店
- 新天地海鮮餐廳梧棲店
- 梧棲富興宮

臨港路四段
（往西接臺中港區中橫四路）